# Den finske krig
Den finske krig blev udkæmpet mellem Sverige-Finland og det Russiske Kejserrige fra februar 1808 til september 1809. Som resultat af krigen blev det østlige af Sverige-Finland (omtrent det nuværende Finland) løsrevet fra Sverige og gjort til storfyrstendømmet Finland som en del af det Russiske Kejserrige. Af andre betydningsfulde resultater var Sveriges stænderrigsdags vedtagelse af en ny forfatning samt etableringen af Bernadotte-slægten som ny kongelinje i Sverige.

## Baggrund
Sverige var i løbet af 1600-tallet blevet den dominerende stormagt i Østersøområdet. Lige siden middelalderen havde Finland hørt under skiftende svenske konger, og det svenske magtområdet blev siden udvidet med besiddelser såvel i Baltikum som syd for Østersøen.
Sveriges dominerende position omkring Østersøen blev imidlertid truet af Ruslands fremvækst. Den russiske erobring af Ingermanland og Livland under Den store nordiske krig (1700–1721) sikrede russisk kontrol med en stor del af Østersøkysten. I en påfølgende krig med Rusland i årene 1741–1743 mistede Sverige dele af datidens Finland. Sverige under Gustav 3. angreb på ny Rusland i 1788, men Gustav 3.s russiske krig endte i 1790 uden grænseændringer.
Den franske revolution (1789–1799), revolutionskrigene (1792–1802) og udbruddet af Napoleonskrigene (1803–1815) påvirkede de fleste lande i Europa. Sverige forsøgte først at sikre sig i et neutralitetsforbund med Danmark-Norge, Rusland og Preussen. Da neutralitetsforbundet efter britisk pres brød sammen, deltog Sverige i den tredje og den fjerde koalitionskrig mod Napoleon i den svensk-franske krig (1805–1810).
De franske styrker sejrede over de russiske og preussiske i Slaget ved Friedland 14. juni 1807, og den fjerde koalition var dermed besejret. Den russiske zar Aleksander 1. måtte undertegne Freden i Tilsit med Frankrigs kejser Napoleon, hvor zaren blandt andet forpligtede sig til at bidrage til, at Sverige sluttede sig til Kontinentalspærringen.

### Napoleons skygge over Norden
Efter pres fra Napoleon foreslog zaren over for den svenske konge Gustav 4. Adolf, at Sverige skulle slutte sig til blokaden af Storbritannien. Den svenske konge var imidlertid stærkt negativ sindet over for Napoleon og så i stedet Storbritannien som Sveriges traditionelle allierede. Samtidig anså han blokaden for at være ødelæggende for landets maritime handel. Sverige indledte derfor i stedet forhandlinger med Storbritannien for at gennemføre et fælles angreb mod Danmark-Norge i håb om, at Sverige derved kunne erobre Norge.
I mellemtiden angreb den britiske marine i august 1807 København i slaget om København, og den britisk-russiske krig brød ud. Under henvisning til aftaler fra 1780 og 1800, krævede den russiske zar, at Sverige skulle afspærre Østersøen for alle fremmede krigsskibe. Efter to måneders overvejelser meddelte Sverige, at landet ikke kunne overholde aftalerne, da franske styrker beherskede de vigtigste østersøhavne.
De russiske styrker havde godt kendskab til Finlands topografi efter at have invaderet landet to gange i løbet af de foregående hundrede år. Russerne havde også god indsigt i det svenske forsvar i den finske del af landet, blandt andet fra flere svensk-finske officerer, som var gået i landflygtighed efter at have været med i Anjalaforbundet; den fremmeste blandt dem var general Göran Magnus Sprengtporten.
De fleste svenske officerer var skeptiske med hensyn til Sveriges mulighed for at modstå den store og krigsvante russiske hær, og mange svenskere var allerede før krigsudbruddet overbeviste om, at den finske del af riget før eller siden ville blive underlagt Rusland. Den svenske konge havde imidlertid stor tiltro til landets forsvarsevne og var en stærk modstander af Frankrigs hersker Napoleon.
I Sankt Petersborg blev den svenske konges holdninger set som en god anledning til at angribe Finland og dermed flytte den svensk-russiske grænse længere vestpå. En sådan grænseændring ville sikre den russiske hovedstad.

### Styrkeforholdet
Styrkeforholdet landene imellem var højst ulige: mens Rusland havde omkring 40 millioner indbyggere, havde Sverige omkring 3,2 millioner, af dem henved 863.000 i den finske del af riget. Ruslands totale militære styrke var på 400.000 mand, men kun omkring 10 %, det vil sige omtrent 40.000, var tilgængelige for et angreb på Sverige, og styrken ved krigens udbrud var 24.000 mand mod svenskernes 21.000, hvoraf omkring 10.000 befandt sig på de to fæstninger Sveaborg og Svartholm.
Sverige havde en stærk allieret i Storbritannien, som i 1808 dækkede omkring 40 % af Sveriges omkostninger ved krigen, men dels havde briterne begrænsede hærstyrker, som grundet modstand fra den svenske konge ikke blev brugt, dels havde Storbritannien større opmærksomhed rettet mod sine allierede Portugal og Spaniens modstand mod Frankrig.
Ved et angreb ved vintertid bestod den svenske krigstaktik i under vedvarende strid at trække sig tilbage til den nordvestlige del af den finske del af riget, mens fæstningerne Sveaborg og Svartholm skulle modstå belejringer. Da foråret kom, og isen i Østersøen smeltede, skulle de svenske styrker angribe både fra nordvest og fra fæstningerne støttet af forstærkninger fra den vestlige del af riget. Forsvarsberedskabet på svensk side var imidlertid dårlig, i stedet for at styrke forsvaret af den finske del af riget blev penge brugt på andre ting, mest opsigtsvækkende var, at tusinder armégeværer og flere kanoner blev solgt til russerne og preusserne i årene, før landet blev angrebet.

## Februar–maj 1808, russisk offensiv
Den 21. februar 1808 angreb 24.000 russiske soldater under general Fredrik Vilhelm von Buxhoevden den finske del af Sverige og erobrede hurtigt Tavastehus. Det russiske angreb skete i form af to angrebsretninger: hovedstyrken under generalerne Pjotr Ivanovitsj Bagration og Nikolaj Kamenskij rykkede frem langs kysten, gennem Abborrfors og Kymmene älv, mens den anden styrke angreb længere nord på og forfulgte Savolaxbrigaden gennem landskabet Savolax.
Sverige var ikke uforberedt på et russisk angreb men var ikke forberedt på fuld krig. Den svenske udsending ved det russiske hof, Kurt von Stedingk, havde imidlertid rapporteret både til Stockholm og til de svenske styrker i den finske del af riget om Ruslands kapacitet og hensigter samt om opmarchen, da den kom. Nogen officiel russisk krigserklæring kom ikke førend i april. En varsling fra Stedink førte til, at fungerende øverstkommanderende Karl Nathanael af Klercker mobiliserede i Finland før det russiske angreb. En nyanlagt optisk telegraf, som gik fra den finske del af riget via Åland til Grisslehamn i Sverige, sørgede for, at krigsudbruddet hurtigt blev varslet videre, selv om Østersøen var islagt.
Sverige havde 21.000 soldater i den finske del af landet, mens resten af hæren blev holdt i det sydlige Sverige af frygt for et angreb fra Danmark-Norge. Danmark-Norge erklærede Sverige krig den 14. marts 1808, men der forekom kun mindre træfninger langs grænsen til Norge, og britiske og svenske flådestyrker forhindrede en planlagt dansk-fransk invasion af Skåne.
Den svenske øverstkommanderende, general Wilhelm Mauritz Klingspors plan var at trække sig tilbage til det centrale Finland, det historiske landskab Österbotten. De enkeltstående fæstninger Sveaborg ved Helsingfors og Svartholm ved Lovisa skulle holdes indtil forstærkninger kunne fremføres fra Sverige. I løbet af marts 1808 erobrede de russiske styrker Kuopio, Tammerfors og Jakobstad, Svartholm fæstning blev overgivet efter en kort belejring, Helsingfors, Hangö, Gotland og Åland blev også hurtigt erobrede.
Den russiske general Buxhoevden belejrede Sveaborg, som overgav sig den 3. maj med 6.000 mand, 110 fartøjer og over 700 kanoner, da fæstningens kommandant, viceadmiral Carl Olof Cronstedt, fandt videre modstand nytteløs. Sveaborgs kapitulation var et hårdt slag mod den svenske forsvarsplan og blev af samtiden anset som højforræderi.
Efter sejren i Slaget ved Siikajoki gik den svenske hær under Carl Johan Adlercreutz til modangreb, og den russiske offensiv blev stoppet. De russiske styrker i det nordlige Finland under general Nikolaj Tutsjkov blev spredte for at befæste byerne og derved blev hovedstyrken reduceret til 4.000 mand, hvilket var for lidt til at kunne pacificere landdistrikterne. Finnerne startede en guerillakrigsførelse så langt østpå som i Fredrikshamn, hvor styrker tilhørende oberst Johan August Sandels var aktive. General Kulnevs styrke blev slået i slaget ved Siikajoki den 18. april 1808, mens general Bulatovs styrke blev slået i slaget ved Revolax den 27. samme måned.
I maj led de russiske styrker yderligere nederlag, da de blev drevet væk fra Gotland, og på Åland blev det russiske kontingent under oberst Vuich tvunget til at overgive sig af en svensk flotille, støttet af lokalbefolkningen på øgruppen. Den 26. maj kom en britisk flåde med 14.000 mand til Göteborg, men grundet uenighed med den svenske konge blev de britiske styrker ikke sat ind mod russerne. Svenskerne fik imidlertid støtte af 16 linjeskibe og 20 andre britiske skibe.

### Okkupation og samarbejde
De russiske styrker, som trængte ind i den finske del af Sverige, opførte sig stort set pænt over for civilbefolkningen, hvilket var en bevidst linje fra den russiske øverstkommanderende Buxhoevden. De gange, hvor russiske styrker gik hårdt frem, var knyttede til civil modstand fra befolkningen, og nogen tilfælde af plyndring forekom også. I løbet af marts 1808 bestemte zar Aleksander sig imidlertid for at lægge den finske del af Sverige under Rusland, og zarens nye undersåtter blev afkrævet troskabsed. Blandt dem, som fik ansvar for troskabseden, var Jacob Tengström, biskop i Åbo og på det tidspunkt den mest centrale civile embedsmand i landet.
Krigen fortsatte, og troskabseden skabte usikkerhed blandt civilbefolkningen. Blandt andet var rædslen for russisk livegenskab stor. For at imødekomme denne usikkerhed krævede blandt andet Göran Magnus Sprengtporten, at en landdag skulle indkaldes. Kravet om landdag blev afvist af russerne, og i stedet blev finnerne beordrede til at vælge en deputation fra forskellige samfundslag, som rejste til zaren, så han kunne høre deres ønsker.
Den finske deputation til zaren ankom til Sankt Petersburg i oktober 1808 anført af grev Carl Erik Mannerheim. Zaren var imidlertid optaget, og deputationen måtte vente til 30. november, før den blev modtaget. Mannerheim fastholdt over for russerne, at deputationen ikke havde noget vidt mandat, da de ikke var valgt i henhold til grundloven. Efter mødet med zaren indleverede deputationen en anmodning om indkaldelse af en landdag, og allerede den 11. december fik de besked af Sprengtporten om, at zaren havde imødekommet anmodningen. Erobringen af Finland havde taget væsentlig længere tid end beregnet, og som realpolitiker anså zar Aleksander, at det kunne føre til en krig med Frankrig. Det var derfor vigtigt at sikre grænsen mod Sverige og få det finske folk på sin side.

## August–september 1808, svensk sommeroffensiv
Ved den svenske sommeroffensiv blev de russiske styrker presset tilbage mod det centrale Finland og var fordelt langs linjen Björneborg – Tammerfors – Sankt Michel. De modtog store forstærkninger i sommerens løb og nåede 55.000 mand mod svenskernes 36.000. Den 14. august besluttede general Nikolaj Kamenskij sig for at benytte sin talmæssige overlegenhed til en ny offensiv.
Selv om svenskerne under Georg Carl von Döbeln vandt slaget ved Jutas den 13. september, havde Kamenskijs korps på 11.000 mand vundet mere afgørende sejre ved Ruona og Salmi den 1–2. september. Den svenske hær led et afgørende nederlag i slaget ved Oravais den 14. september. Svenske forsøg på at landsætte tropper ved Åbo blev standset af general Bagration. I det østlige Finland blev guerillabevægelsen gradvis neutraliseret, og de russiske styrkers situation i det sydlige Finland blev under høsten 1808 betragteligt forbedret.

### Våbenhvilen i Lohteå
I det nordlige Finland var situationen mere kompliceret. Tutjkovs hårdt udsatte styrke kæmpede for at holde stillingen mod oberst Sandels, mens en undsætningsstyrke under general Aleksejev blev opholdt af guerillastyrker. Det var først 26. september, at fyrst Dolgorukov (Aleksejevs efterfølger) kunne trænge frem til Tutjkov og presse Sandels styrker tilbage.
Tre dage efter, den 29. september, undertegnede øverstkommanderende, feltmarskalk Buxhoevden, en våbenstilstand i Lohteå, grundet tidlig vinter. Aftalen indebar, at våbenhvilen skulle gælde til en af parterne opsagde den, og stridigheder måtte tidligst indledes otte dage efter. De svenske styrker skulle forlægges til egnene ved Kalajoki, mens de russiske skulle holde sig ved Gamlakarleby. Zaren nægtede imidlertid at ratificere våbenhvilen og erstattede Buxhoevden med en ny øverstkommanderende, general Bogdan von Knorring.

### Svensk tofrontskrig og russiske forsyningsproblemer
Sveriges situation var svag, da landet også var i krig med Danmark-Norge og dets allierede Frankrig og blev truet af invasion fra Norge (36.000 soldater) og Danmark (45.000 franske og spanske soldater var stationerede i Jylland under den franske marskalk Jean-Baptiste Bernadotte). Den kombinerede trussel tvang Sverige til at koncentrere sine styrker i den sydvestlige del af landet og mod grænsen til Norge (23.000 soldater).
Efter Danmark-Norges krigserklæring var der imidlertid kun mindre træfninger langs grænsen til Norge, som hurtig blev slåede tilbage. Oprøret i Spanien tog det meste af Napoleons opmærksomhed fra april, og den britiske marine var en stadig trussel mod troppetransporter fra Danmark til Sverige.
Begge de stridende parter havde store forsyningsproblemer, eftersom den finske del af Sverige var tyndt befolket og fattigt med få og dårlige veje. En stor del af forsyningerne til hærene måtte bringes ind udefra, og særlig de russiske forsyningslinjer var lange og blev ofte truet og plyndret af mindre svenske afdelinger. I en rapport til zaren i august 1809 skrev den russiske øverstkommanderende, feltmarskalk Buxhoevden, at man kæmpede mod tre fjender: svenskerne, oprørske bønder og mangel på forsyninger.

### Skærgårdskrig og søkrig
I løbet af sommeren 1808 blev også den svenske Skärgårdsflottan sat ind i kampen mod den russiske invasion. I alt fire større landgangsoperationer blev gennemført i Finland. Skärgårdsflottan bandt russiske styrker langs kysten, men den blev også delvis opvejet af de fartøjer, som de russiske styrker havde erobret ved overgivelsen af fæstningen Sveaborg. Flere forsøg på landgang på sydkysten af Finland fra fartøjer tilhørende Stockholms-eskadren i Skärgårdsflottan blev slået tilbage af de russiske styrker.
Storbritannien bistod sin svenske allierede med en flådestyrke (16 linjeskibe og 20 andre britiske skibe) under kommando af viceadmiral James Saumarez. Den blokkerede effektivt den russiske flåde i Baltischport (Paldiski) og truede en eventuel invasion af Sydsverige fra Danmark. Ved hjælp af fartøjer fra sin britiske allierede havde Sverige delvis herredømme på havet, men udnyttede det ikke effektivt. Landgangsoperationerne var små og dårligt koordinerede, og fordelen ved søvejs forsyningstransporter blev ligeledes kun udnyttet i beskedent omfang.

## Vinteren 1808–1809, Finland erobret
Mod slutningen af 1808 havde russiske styrker erobret det meste af Finland. Den 19. november 1808 blev Konventionen i Olkijoki undertegnet af den svenske generalmajor Carl Johan Adlercreutz og den russiske generalløjtnant Nikolaj Kamenskij. Den svenske hær måtte trække sig ud af Finland. Den russiske zar var nu ivrig efter at fortsætte krigen også ind i selve Sverige for at sikre en sejrrig udgang på krigen.
På denne baggrund foreslog general Kamenskij en dristig plan, hvor de russiske styrker skulle krydse den tilfrosne Bottenviken i to kolonner, en fra Vasa mod Umeå og en fra Åbo til Ålandsøerne og derfra videre mod Stockholm. En tredje enhed skulle rykke frem over land mod Torneå.
Selv om general Knorring blev presset af zaren til at iværksætte planen så hurtigt som muligt, anså Bogdan von Knorring den som urealistisk og forhalede iværksættelsen til februar. I begyndelsen af marts sendte tsaren sin krigsminister, Aleksej Andrejevitsj Araktsjejev, for at presse Knorring til at iværksætte planen.

## Foråret 1809, den svenske del af riget trues
Den 13. marts 1809 blev den svenske kong Gustav 4. Adolf afsat ved et kup af ledende svenske officerer ledet af general Carl Johan Adlercreutz, og kongens onkel blev udnævnt til konge som Karl 13.. Baggrunden for kuppet var stor misfornøjelse med Gustav 4. Adolfs styre. Den absolutte magt kongen havde i henhold til den gustavianske forfatning af 1772 og tabet af den finske del af riget gav en anledning til, at den svenske adel tog magten tilbage.
Omtrent samtidig med statskuppet i Stockholm startede de russiske styrker marchen over den islagte Bottenviken mod Sverige. Den 17. marts besatte general Bagration Ålandsøerne med en styrke på 17.000 soldater, mens general Kulnev ledede en mindre styrke videre og nåede svenskekysten den 19. marts, kun 70 kilometer uden for Stockholm.
Da nyheden om Kulnevs landgang nåede den svenske hovedstad, sendte den nye konge en forhandler til Knorring og bad om en våbenhvile. Den russiske øverstkommanderende accepterede og kaldte Kulnev tilbage til Åland. I mellemtiden krydsede en anden russisk styrke under generalløjtnant Barclay de Tolly isen i nord i Bottenviken, fra Vasa og nåede Umeå den 24. marts. Afstanden var ikke afskrækkende, henved 80 kilometer, men isen var skruet, så marchen var anstrengende, og der var koldt og stærk vind. Barclay de Tolly tvivlede på, om det var muligt, men gennemførte marchen på trods af, at heste og folk døde.
"Jeg behøver ikke mærke tilbagevejen, det har jeg gjort med mine soldaters lig."
En tredje styrke under grev Pavel Sjuvalov angreb Torneå, og på trods af bidende kulde omringede de en svensk styrke, som kapitulerede den 25. marts. Seks dage efter ankom zaren til Åbo, og da han fik kendskab til våbenhvilen, afviste han den og udnævnte general Barclay de Tolly til ny øverstkommanderende. Kampene fortsatte til maj, da Sjuvalovs styrker også nåede Umeå.

### Borgå landdag
Den 29. marts 1809 åbnede landdagen i Borgå, opkaldt efter byen. Den blev afholdt i den lille by Borgå. Den var en finsk repræsentativ forsamling indkaldt i henhold til den svenske grundlov, som også havde været gældende i Finland. Landdagen blev indkaldt af zaren for at legitimere magtovertagelsen.
Den finske del af riget modtog landdagen godt, da den gav storfyrstedømmet Finland en autonom status inden for det russiske imperium, og ved afslutningen den 19. juli kommenterede zaren: "Nu er Finland ophøjet blandt nationernes antal".

## Sommeren 1809 og fredsaftalen
I august 1809 forsøgte Sverige, nu under Karl 13., en offensiv i det nordlige Sverige under general Sandels for at angribe general Kamenskis styrker, senere kendt som Västerbottenekspeditionen. De sidste kampe i krigen, slaget ved Sävar og træfningen ved Ratan, ændrede imidlertid kun lidt, og Kamenski formåede at neutralisere denne sene modoffensiv.
Sandels offensiv var blot et forspil til fredsforhandlingerne, som blev indledte samme måned og som førte til Freden i Fredrikshamn. Fredsaftalen blev undertegnet den 17. september. Sverige måtte afstå hele den finske del af riget og dele af Lapland øst for Torne älv, Muonio älv og Könkämä älv til Rusland, samt en tredjedel af arealet; en fjerdedel af befolkningen forsvandt fra riget.
Sverige måtte videre lukke sine havne for britiske skibe og slutte sig til Kontinentalspærringen, hvilket førte frem til en formel krigserklæring mod Storbritannien. Nogen måneder efter, den 6. januar 1810, bidrog den russiske regering til at fremforhandle Parisaftalen, hvor krigstilstanden mellem Frankrig og Sverige blev afsluttet.

## Dødsfald og materielle tab
De militære tab i kamp var ikke så voldsomme: omkring 20.000 svenske og russiske soldater døde i kamp. Langt flere soldater og civile døde af sygdom knyttet til krigen: i alt med døde af sygdom regner man med, at ca. 60.000 omkom. Især dysenteri krævede mange liv, og alene i september 1808 døde 10 civile af "rödsot" (den tids svenske betegnelse på dysenteri) i den lille bebyggelse Nykarleby på trods af forebyggelse.
De materielle tab som følge af krigen var stedvis omfattende. Fronterne havde flyttet sig, og begge siders styrker havde i stor grad fået forsyninger fra civilbefolkningen, ofte ved tvangsudskriving. Selv om den russiske hærledelse bevidst havde anlagt en forsigtig og forsonlig linje, var der mange eksempler på plyndring, og efter et russisk tilbud om skadeerstatning kom mange erstatningskrav.

## Efterspil
Karl 13., som havde taget over efter Gustav 4. Adolf, var gammel og barnløs. Som ny tronfølger valgte man den danske prins Christian August, statholder og øverstkommanderende i Norge, og højt respekteret for sin indsats i krigen med Sverige 1808–1809. Han døde imidlertid pludselig i 1810, og da blev den franske feltmarskalk Jean Baptiste Bernadotte tilbudt den svenske trone. Mange i Sverige så dette som en mulig åbning for en generobring af Finland, men den nye tronarving markerede snart, at han havde andre mål og så erobring af Norge som mere realistisk for Sverige.
Efter en vellykket deltagelse i de afsluttende kampe mod Frankrigs enehersker Napoleon fik Sverige under Bernadotte gennemført, at Danmark-Norge ved freden i Kiel måtte afstå Norge. Derved fik Sverige fjernet en trussel mod sin vestlige grænse samtidig, som landet endelig opgav sine krav på Finland; de svenske stormagtsambitioner var væk. Begge dele bidrog til at stabilisere det nordiske område og lægge grundlaget for en demilitarisering.
Selv om Finland blev lagt under Rusland, blev det et eget administrativt område, Storfyrstedømmet Finland, og havde derved en egen og svært uafhængig stilling inden for det russiske imperium. Grundlaget var dermed lagt for landets senere uafhængighed. For Rusland betød udfaldet af krigen at landets hovedstad Sankt Petersburg var langt bedre sikret mod angreb, hvilket betød, at et langsigtet russisk udenrigspolitisk mål var nået. Til overmål truede Rusland ved sin kontrol over Åland Sveriges hovedstad Stockholm, hvilket bidrog til at tvinge Sverige til en venligsindet politik over for Rusland. Udfaldet af krigen sikrede, at de mange konflikter med Sverige nu var historie, og styrkeforholdet var for ulige til, at Sverige igen kunne blive en trussel mod Rusland.